# Mirabel (Ardèche)
Mirabel ist eine Gemeinde mit 777 Einwohnern (Stand 1. Januar 2022) im Département Ardèche im Süden Frankreichs. Die Gemeinde erstreckt sich über eine Fläche von knapp 20 km² und liegt auf einer Höhe von 210 bis 685 m.
Der Name „Mirabel“ leitet sich angeblich von der überwältigenden Aussicht ab, die dieses Dorf bietet.

## Geschichte
Im zwölften Jahrhundert (nach 1164) taucht erstmals der Name Raymond de Mirabel auf, der Kanon in Viviers war. 1215 verkauft Guillaume Hugues de Pierregourde seine Rechte an Pierre de Mirabel. Im Jahr 1258 erwirbt Aymon de Cruseilles, Bischof von Viviers die Festung von Mirabel.

### Bevölkerungsentwicklung
| Jahr                       | 1962 | 1968 | 1975 | 1982 | 1990 | 1999 | 2009 | 2017 |
| -------------------------- | ---- | ---- | ---- | ---- | ---- | ---- | ---- | ---- |
| Einwohner                  | 342  | 210  | 285  | 288  | 293  | 314  | 435  | 654  |
| Quellen: Cassini und INSEE |      |      |      |      |      |      |      |      |

## Sehenswürdigkeiten
- Die mittelalterliche Altstadt inklusive Stadtbefestigung war viele Jahre im Verfall begriffen und wurde in den letzten Jahren saniert. Sie befindet sich unterhalb einer Formation aus Basaltlavasäulen, die zum Plateau du Coiron gehören.
- Oberhalb des Plateaus stehen Reste zweier Burgen, die 1628 in den Religionskriegen zerstört wurden. Die eine gehörte dem Katholiken Laroche, die andere dem Protestanten Arlempde de Mirabel.

Bis auf wenige Mauern ist nur ein schwarzer Donjon auf fast quadratischen Grundriss mit den Außenmaßen 6,85 Meter × 7,40 Meter erhalten geblieben, der bereits von weitem zu sehen ist.

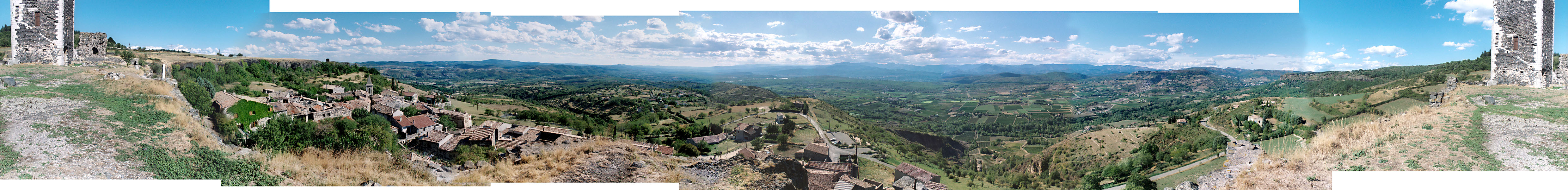
Panorama

## Landwirtschaft

Olivier de Serres

In Mirabel lebte der Agrarreformer Olivier de Serres (1539–1619). Sein Hofgut „Domaine du Pradel“ wird auch heute noch betrieben und beherbergt ein Museum.

## Kunst

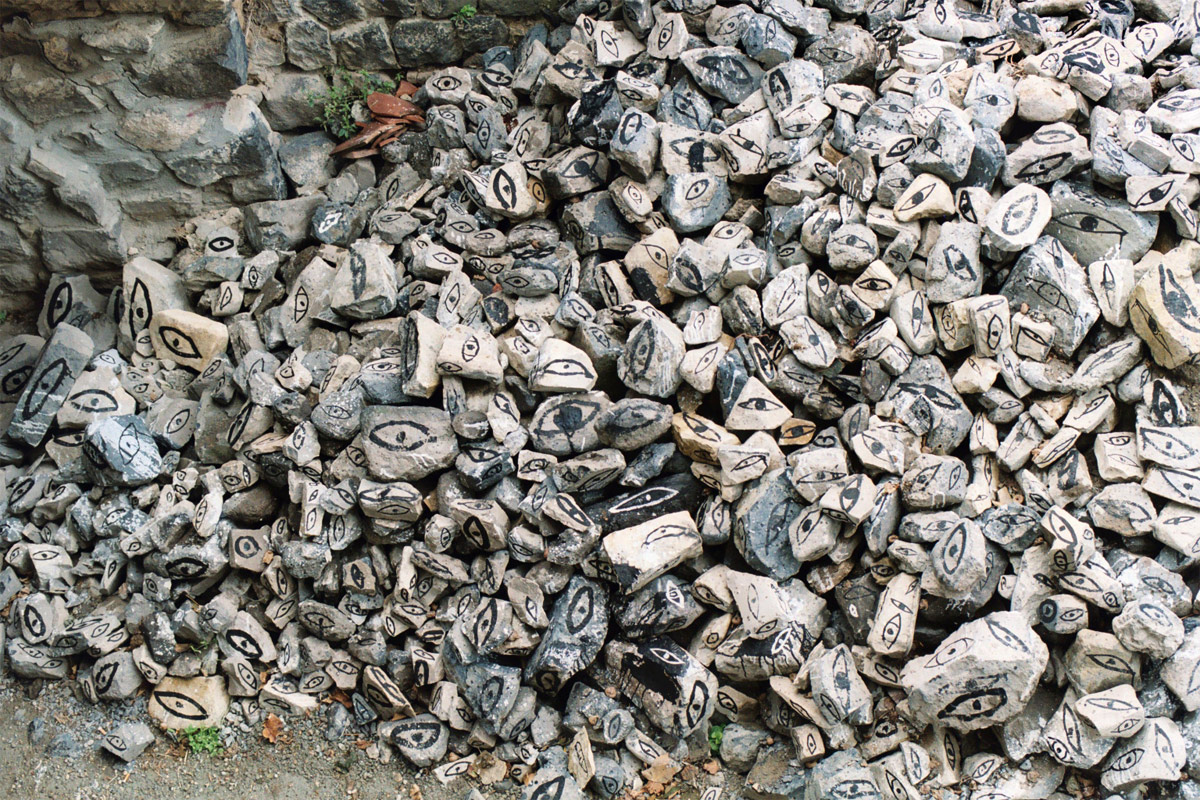
Augensteine

Mirabel war von 1981 bis 2004 jährlicher Treffpunkt (als Künstler-Pleinair organisiert von der Darmstädter Sezession) ost- und westeuropäischer Künstler, insbesondere aus Polen, Ungarn, Italien, Deutschland und Frankreich.
Die vielen herumliegenden Steine des Ortes sind auch Ausgangspunkt des weltumspannenden Kunstprojektes Welt Auge – Der Weg der Steine.

## Publikationen
- Darmstadt – Kraków – Mirabel, Kraków: Wydawn. Towarzystwa Przyjaciół Sztuk Pięknych, 2002, ISBN 83-88121-70-7, 83-7323-215-X.
- Der Weg der Steine, 2005, Kulturamt der Stadt Neu-Isenburg
- Der Weg der Steine, 2006, Kunstarchiv Darmstadt